# Succinilcolina
La succinilcolina o clorur de suxametoni és una substància química usada en anestesiologia com a relaxant muscular. Se la coneix col·loquialment com «sux» en els entorns hospitalaris.
És un blocador neuromuscular despolarizant de la placa neuromuscular, i consta de dues molècules d'acetilcolina unides pels seus radicals quaternaris: succinildicolina. És fortament soluble en aigua, i es degrada amb l'escalfor, la llum i el pH alcalí, per aquest motiu ha de conservar-se entre 4 i 10 °C. Els seus dos grups d'amoni quaternari, responsables del seu alt grau d'ionització a pH fisiològic, es troben a una distància de 14 Å.

## Ús medical
La succinilcolina és emprada en cirurgia i procediments on sigui necessària relaxació muscular, com ara la intubació o per tal de mantenir la debilitació muscular en intervencions quirúrgiques abdominals o bé que durin més de dues hores.
De vegades s'usa en combinació amb medicaments per al dolor i sedants en la eutanàsia així en medicina veterinària per a la immobilització dels cavalls.
És de curta durada, té un ràpid inici d'acció i un baix cost, però no serveix pel manteniment de la relaxació. A causa dels nous relaxants i reversors, està cada cop en més desús.